# کاتتر سیاهرگ مرکزی
کاتتر سیاهرگ مرکزی(به انگلیسی: Central Venuse Catheter) قسطره‌ای پلیمری با عیار پزشکی است که مایعاتی چون سرم را وارد ورید می‌کند. کاربرد کاتتر سیاهرگ مرکزی کاتتریزاسیون یا کانولاسیون است.

## اندیکاسیون
- تزریق مایعات
- تزریق دارو (انواع داروهای شیمی درمانی، تجویز بلند مدت داروهایی چون انواع آنتی‌بیوتیک‌ها و …)
- نمونه‌گیری مکرر خون
- برقراری حمایت تغذیه ای
- تزریق خون و فرآورده‌های آن

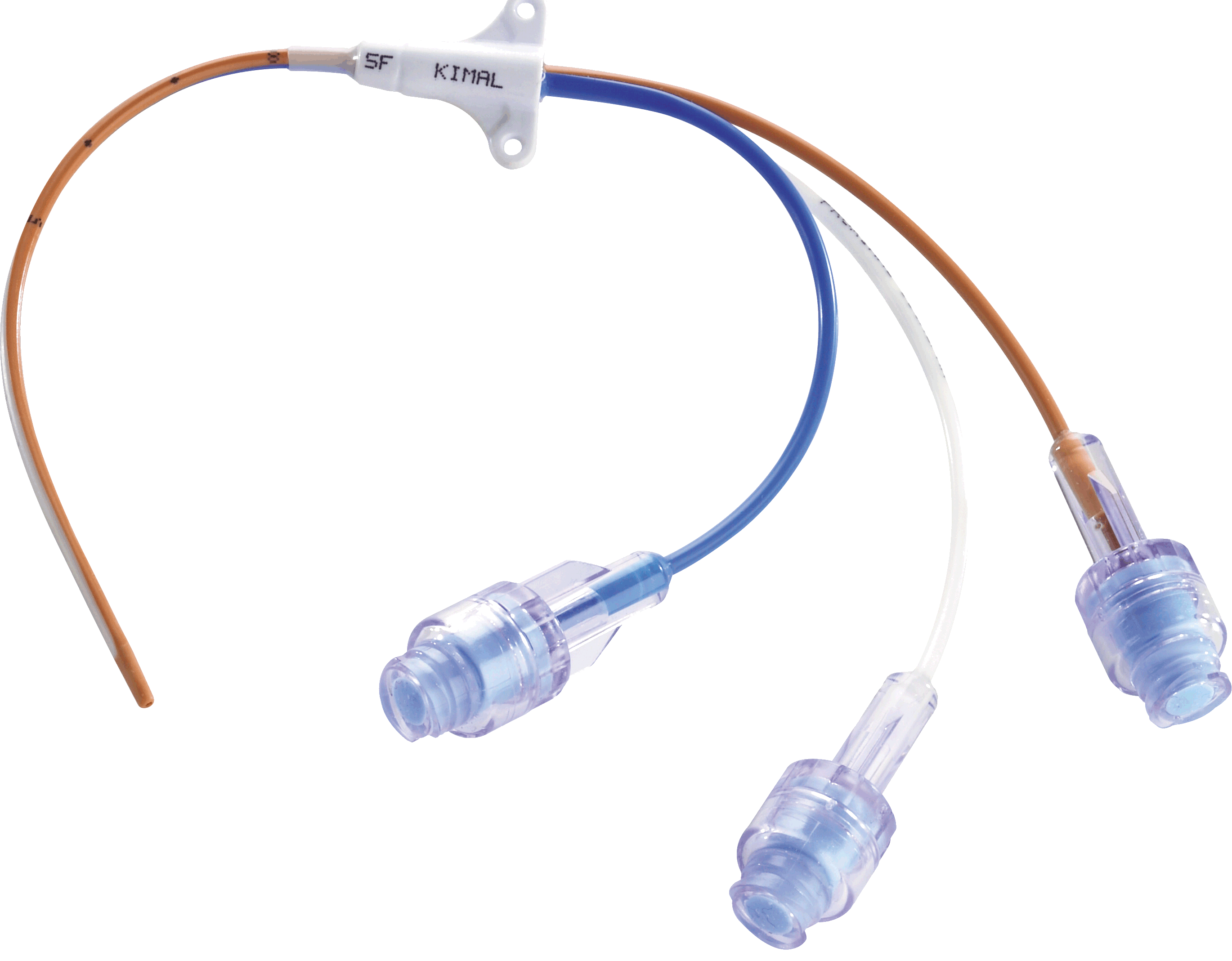
کاتتر ورید مرکزی این نوع از کاتترها جزو کاتترهای موقت دسته‌بندی می‌شوند و برای کاربرد در تزریق دارو یا مایعات، مانیتورینگ فشار، تزریق خون و … استفاده می‌شوند؛ که می‌توانند تک راه - دو راه- سه راه - چهار راه - و در برخی از برندهای تجاری ۵ راه و ۷ راه باشند بیشترین کاربرد آن در بخش مراقبت‌های ویژه، اورژانس و اتاق عمل است. از مهم‌ترین عوارض کارگذاری آن‌ها می‌توان به عفونت‌های مرتبط با کاتترهای وردید- نموتوراکس و … اشاره کرد

- کاتتر ورید مرکزی این نوع از کاتترها جزو کاتترهای موقت دسته‌بندی می‌شوند و برای کاربرد در تزریق دارو یا مایعات، مانیتورینگ فشار، تزریق خون و … استفاده می‌شوند؛ که می‌توانند تک راه - دو راه- سه راه - چهار راه - و در برخی از برندهای تجاری ۵ راه و ۷ راه باشند بیشترین کاربرد آن در بخش مراقبت‌های ویژه، اورژانس و اتاق عمل است. از مهم‌ترین عوارض کارگذاری آن‌ها می‌توان به عفونت‌های مرتبط با کاتترهای وردید- نموتوراکس و … اشاره کردتزریق موادحاجب مورد استفاده در رادیولوژی
- دسترسی برای مسیرهای خونی خارج بدن (همودیالیز و تعویض پلاسما)
- مانیتورینگ یا مداخلات
- اندازه‌گیری فشار ورید مرکزی
- اندازه‌گیری اشباع اکسیژن جریان خون ورید مرکزی
- فشار شریان ریوی
- استقرار ضربان سازهای موقت
- مدیریت هدفمند دما

## شیوه‌های دسته‌بندی انواع کاتتر ورید مرکزی
- نوع عروقی که در آن کارگذاری می‌شوند (به عنوان مثال وریدی محیطی، وریدی مرکزی یا شریانی)
- طول عمر (موقت یا دائم)
- محل کارگذاری (ساب کلاوین، ژوگولار، فمورال، محیطی مرکزی یا PICC)
- برخی ویژگی‌های خاص کاتتر (کاف دار، بدون کاف، آغشته به هپارین، آنتی‌بیوتیک یا مواد آنتی باکتریال، تعداد لومن‌ها و …)
- کاتترهای مرکزی Nontunneled
- کاتترهای مرکزی Tunneled
- پورت‌های کاشتنی (Implantable Ports)

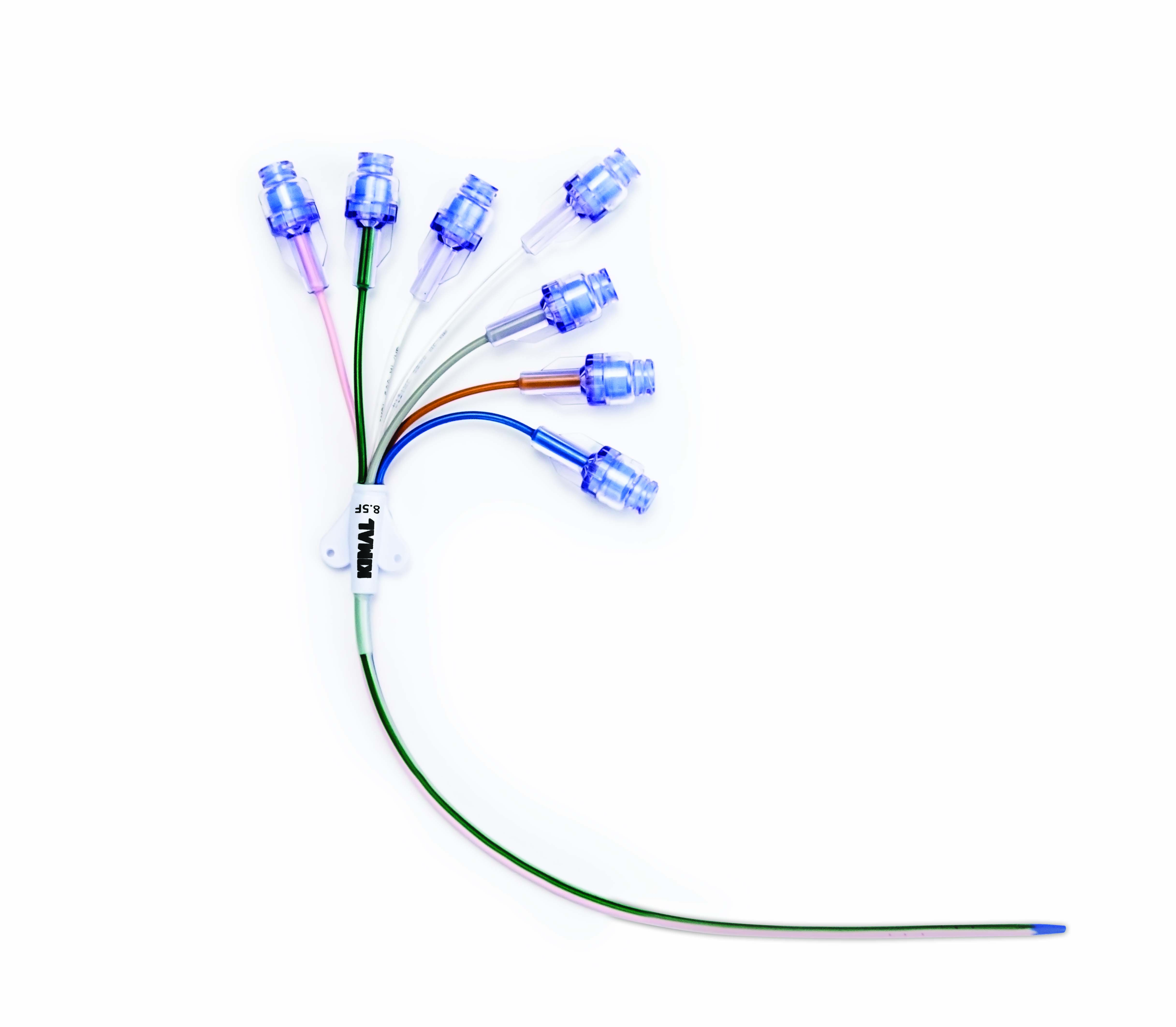
این نوع از کاتترها در بیمارانی که نیازمند تزریق فراوان دارو را دارند به منظور پیشگیری از تداخلات دارویی استفاده می‌شوند

## کاتترهای وریدی Non tunneled
- کاربرد برای درمان در کوتاه مدت
- کارگذاری بدون جراحی و از راه پوست

ورید سابکلاوین
ورید ژگولار
ورید فمورال
- تعداد لومن‌ها از یک تا چهار عدد
- طول ۱۲ تا ۳۰ سانتیمتر
- کارگذاری سریع
- خروج سریع
- میزان عفونت بالا
- نیازمند تعویض پانسمان
- نیاز به شست و شوی دائم لومن‌ها

## انتخاب نوع کاتتر مناسب
انتخاب کاتتر مناسب به عوامل زیر وابسته است:
- روند بیماری
- تاریخچه پزشکی
- ایمنی و راحتی بیمار
- مقدار و نوع مایع یا دارویی که تزریق خواهد شد
- کفایت و امکان استفاده از عروق محیطی
- آسیب به تمامیت عروقی (Potential harm to vessel integrity)
- نظارت مستمر بر فشار ورید مرکزی (CVP) یا تکرار نمونه خون وریدی
- زمان ماندگاری
- تزریق چند دارو به صورت همزمان

## موارد منع مصرف کاتترهای ورید مرکزی
مجموعاً منع مطلقی برای کاتتریزاسیون وریدی وجود ندارد
اما در مواردی بهتر استاز آن خودداری گردد:
- اختلالات خون‌ریزی دهنده
- درمان با داروهای ضد انعقاد یا ترومبولیتیک
- بیماران پرخاشگر
- محدودیت‌های آناتومیکی در محل کارگذاری
- در اندام دچار آزردگی، سوختگی، عفونت یا درماتیت در محل کارگذاری و واسکولی

نکته: محلول‌های اسکلروزان، برخی داروهای شیمی درمانی و وازوپرسورها که اگر از بافت نشت کنند می‌توانند موجب نکروز یا تاول شوند، بهتر است از راه وریدهای مرکزی استفاده گردند مگر در مواقع اورژانس یا چنانچه دسترسی به ورید مرکزی به راحتی یا در زمان مقتضی مقدور نباشد (در مورد سالین هیپرتونیک، کلراید کلسیم و پتاسیم و آمیودارون نیز چنین است).

## کاتترگذاری سیاهرگ مرکزی زیر ترقوه
کاتترگذاری سیاهرگ مرکزی زیر ترقوه (ساب کلاوین)

### موارد استفاده
- اندازه‌گیری مستقیم فشار سیاهرگ مرکزی
- تجویز داروهای تزریقی وریدی(IV)
- امکان نمونه‌گیری خون به ویژه اندازه‌گیری غلظت اکسیژن مخلوط[۱]
- تغذیه پارنترال یا مصنوعی
- دیالیز

### موارد منع استفاده
- عفونت محل ورید ساب کلاوین
- ترومبوز ورید ساب کلاوین
- شکستگی استخوان کلاویکل
- شکستگی دنده‌های بالایی
- اختلالات انعقادی (منع نسبی)[۱]

### عوارض
کوتاه مدت
- هموتوراکس
- پنوموتوراکس
- آمبولی هوا
- سوراخ شدن شریان
- سوراخ شدن آئورت[۱]
- نکته) پس از کاتترگذاری انجام یک گرافی ساده قفسه سینه جهت ارزیابی عوارض و قرارگیری صحیح کاتتر لازم است.
- نکته) سونوگرافی احتمال انجام موفقیت‌آمیز کاتترگذاری ورید ساب‌کلاوین را افزایش می‌دهد.

درازمدت:
- عفونت ورید
- ترومبوز ورید
- نکته) با رعایت بهداشت مناسب دست‌ها، به‌کارگیری حداکثر احتیاطات در هنگام کاتترگذاری، استفاده از ضدعفونی‌کننده پوست کلرهگزیدین و بازبینی روزانه از روی نیاز به کاتتر به کاهش خطر عفونت کمک خواهد کرد.